# Zénaïde Bonaparte

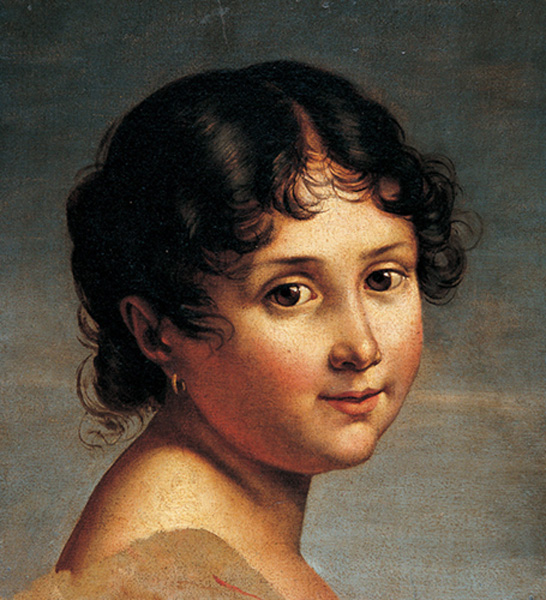
Zénaïde Bonaparte

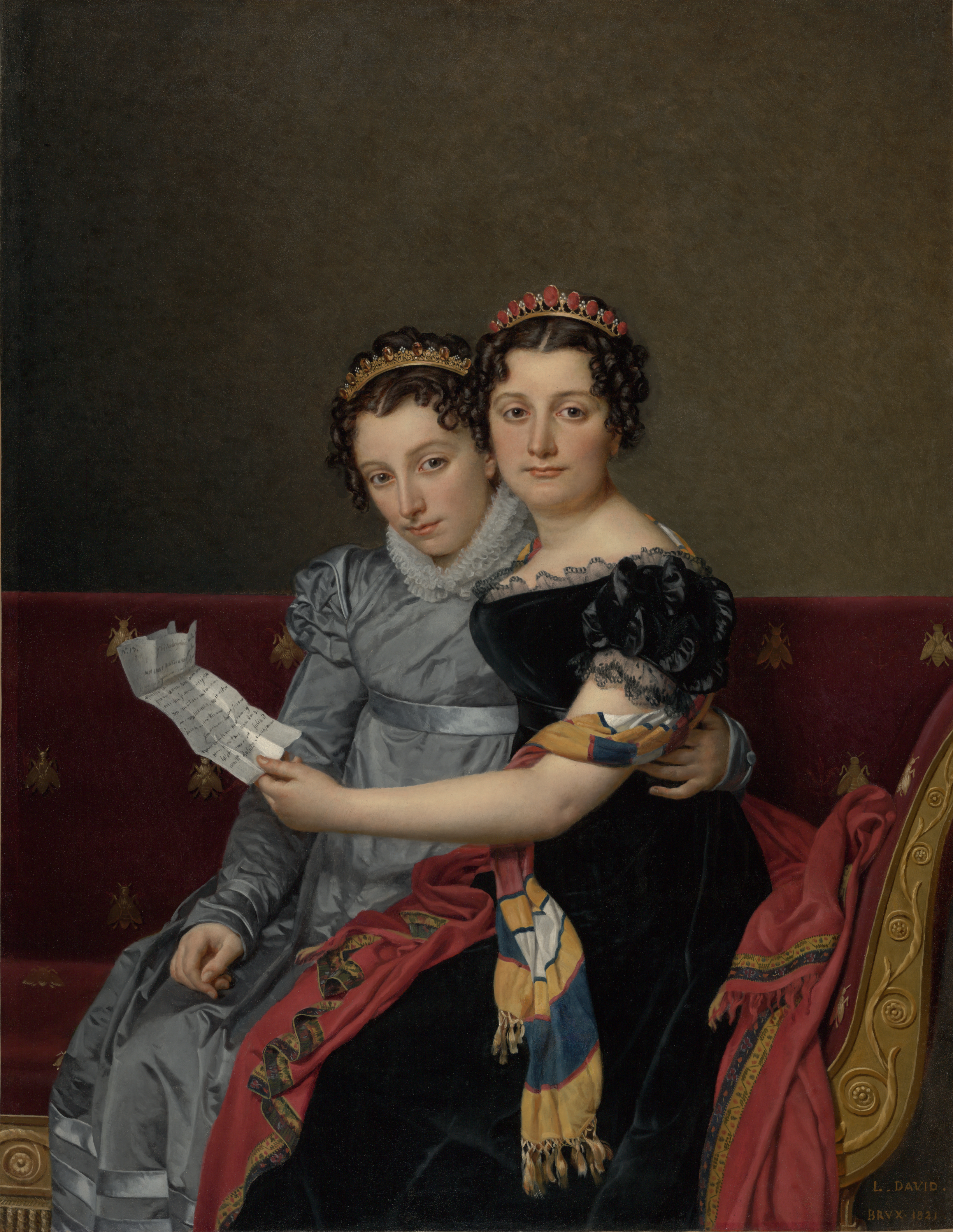
Zénaïde en haar zus Charlotte geschilderd door Jacques-Louis David (1821)

Zénaïde Laetitia Julie Bonaparte (Parijs, 8 juli 1801 — Napels, 8 augustus 1854), was een Franse prinses uit het Huis Bonaparte. Ze was de dochter van Jozef Bonaparte en Julie Clary.
Zénaïde huwde op 29 juni 1822 te Brussel met haar neef Karel Lucien Bonaparte. Uit dit huwelijk kwamen twaalf kinderen voort:
- Jozef Lucien Karel Napoleon (1824-1865), 3e vorst van Canino en Musignano
- Alexandrine Gertrude Zénaïde (1826-1828)
- Lucien Lodewijk Jozef Napoleon (1828-1895), 4e vorst van Canino en Musignano, kardinaal
- Julie Charlotte Pauline Zénaïde Laetitia Désirée Bartholomée (1830-1900)
- Charlotte Honorine Joséphine Pauline (1832-1901)
- Léonie Stéphanie Elise (1833-1839)
- Marie Désirée Eugénie Joséphine Philomène (1835-1890)
- Augusta Amélie Maximilienne Jacqueline (1836-1900)
- Napoleon Karel Gregorius Jacob Filips (1839-1899), 5e vorst van Canino en Musignano
- Bathilde Aloïse Léonie (1840-1861)
- Albertine Marie Thérèse (1842-1842)
- Karel Albert (1843-1847)

## Titels
- princesse française (1804)
- infante van Spanje (1808-1813)
- prinses van Canino en Musignano (1840)
- prinses Bonaparte (1852)

- Biblioteca Nacional de España: XX5396474
- Bibliothèque nationale de France: cb15763669n (data)
- Gemeinsame Normdatei: 140467394
- International Standard Name Identifier: 0000 0000 7717 6822
- Système universitaire de documentation: 24348206X
- Union List of Artist Names: 500354824
- Virtual International Authority File: 107162790
- WorldCat: E39PBJyCMdChcyj6RJ9jHhYXVC